# Heiden (Münsterland)
Pour les articles homonymes, voir Heiden.

Heiden est une commune de Rhénanie-du-Nord-Westphalie (Allemagne), située dans l'arrondissement de Borken, dans le district de Münster.

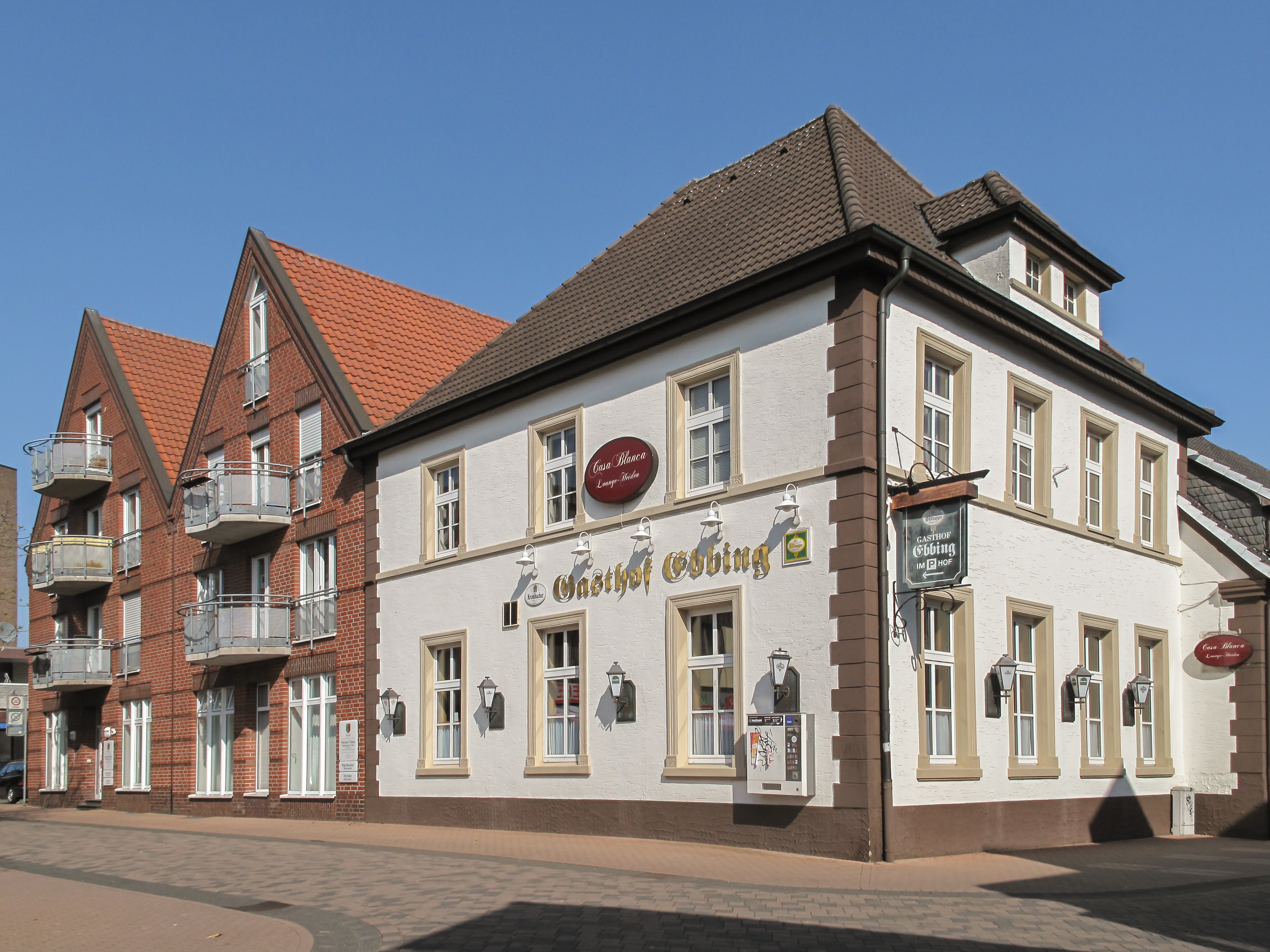
Heiden, hôtel dans la rue

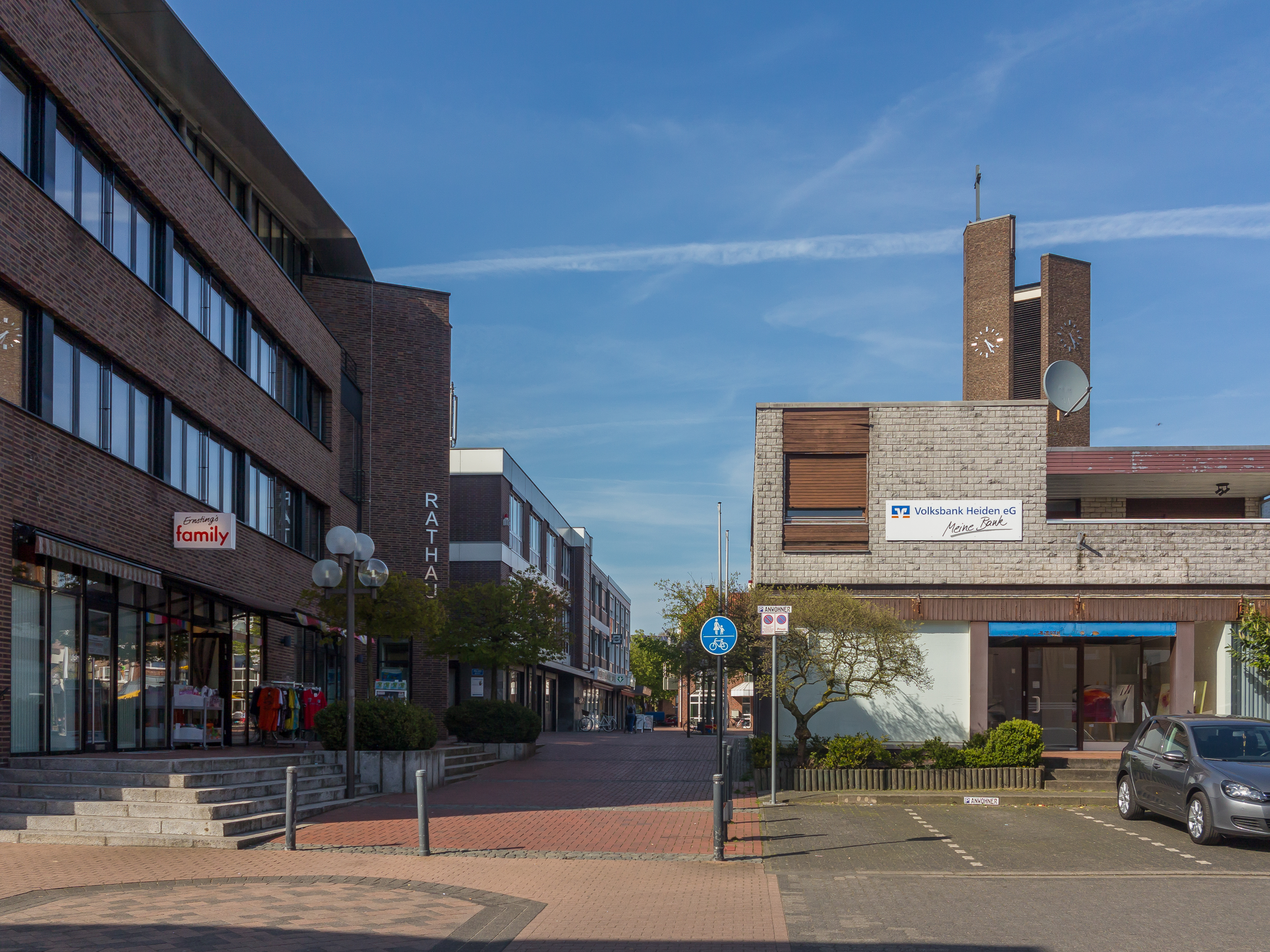
Heiden, l'hôtel de ville, l'église et la banque